# 911 (numero)
Novecentoundici (911) è il numero naturale dopo il 910 e prima del 912.

## Proprietà matematiche
- È un numero dispari.
- È un numero primo, il 156°.
  - È un numero primo di Sophie Germain.
  - È un numero primo di Eisenstein.
- È la somma di tre numeri primi consecutivi (911 = 293 + 307 + 311).
- È il 14° numero decagonale centrato.
- In base 5 è un numero palindromo (12121).

## Cabala
- 911x6=5466, questo numero è il secondo valore che si ottiene sommando i singoli valori delle lettere ebraiche del primo verso del primo libro della Bibbia, che è Genesi, inoltre corrisponde alla parola ebraica ראשית, inizio, principio.

## Altri ambiti
- 911 Agamemnon è un asteroide della fascia principale.
- 911 è il numero telefonico di molte agenzie di emergenza locale negli Stati Uniti e nel Canada.